# Philippe Dasnoy
Pour les articles homonymes, voir Dasnoy.
Philippe Dasnoy (1er mars 1934 à Bruxelles - 12 juillet 2014) est un journaliste de radio-télévision, auteur de documentaires et écrivain belge francophone.

## Biographie
Philippe Dasnoy est le fils du peintre et écrivain Albert Dasnoy.
Son enfance se déroule à Uccle, dans le quartier du Kamerdelle et du Crabbegat, au sein d'un milieu artistique qui lie d'amitié avec la sienne les familles des peintres Rodolphe Strebelle et son épouse, du sculpteur Charles Leplae et de l'illustrateur Hubert Olyff notamment. Au sortir de ses humanités (collège Saint-Pierre, Athénée royal d'Uccle et jury central) il s'associe à des expériences originales d'arts du spectacle comme le "Théâtre flottant" de Maurice Huisman, ou en tant que héraut du cirque De Jonghe en tournée au Congo belge qu'il sillonne pendant deux ans.
Il rentre à l'INR (RTBF) en 1957 comme commentateur radio. Il couvre l'expo 58 avec l'émission quotidienne "Étoile 58". Son reportage radiophonique sur "Sercq, la dernière féodalité d’Occident" gagne le Prix Italia 1963 du documentaire.
Dans les années 1960, il présente un temps le journal télévisé, anime des émissions d'information spéciales, interviewe des personnalités de la littérature et du spectacle autant que des quidams pittoresques, présente des caméras cachées ("Sans rancune"), crée le personnage de sketch "swanzeur" bruxellois Serge-Jean-Michel Serge, et réalise de grands reportages d'actualité, notamment au Congo, en Israël, à Cuba et en Union Soviétique (série de portraits sur "Les Soviétiques"), ainsi que des émissions historiques et des reportages sur des sujets de société.
En 1971, il conçoit une série de 25 émissions historiques consacrées aux actualités cinématographiques diffusées sous contrôle allemand dans les cinémas de Belgique de 1941 à 1944 (Sous l'occupation) ; il sera ensuite l'auteur d'une série de documentaires commémorant le bicentenaire de l'indépendance des USA (USA 200) et, en 1980, d'une série sur le monachisme bénédictin (Des moines et des hommes).
Au sein de l'administration de la RTB(F), il occupe les fonctions successives de secrétaire de rédaction du journal télévisé, de responsable des magazines culturels et, pour terminer, de directeur de la radio (1986-1994). Il a aussi présidé la Communauté des radios publiques de langue française (CRPLF) et la Commission radiophonique de l'Union européenne de radio-télévision (UER), et a été membre du Conseil consultatif des programmes d'Arte.
Ses écrits se partagent entre l'histoire et l'art du XXe siècle belge.
Il aimait à se retirer dans le petit village ardennais de Nobressart avec son épouse, ses deux enfants et, plus tard, ses deux petits-enfants, amateur des longues promenades et de la cueillette des champignons dans la forêt d'Anlier.
Il est décédé le 12 juillet 2014.

## Filmographie
- 1967-69 : Les Soviétiques, série de documentaires (avec Jean Antoine réal.) : 13 portraits (d'une vingtaine de minutes) de personnes représentatives de la société de l'U.R.S.S. (un instituteur - Hovhannès, instituteur en Arménie, archive Sonuma et extrait sur Euscreen -, une actrice - Ludmilla Savelieva, actrice de cinéma à Moscou -, une médecin - Liana Assatiani, médecin à Tbilissi, archive Sonuma -, un ingénieur - Hassan Goumbatov, pétrolier à Bakou, extrait en version anglaise sur Euscreen -, un gymnaste, un directeur d'usine, une mannequin de mode - Laïla Kompan, mannequin en Ukraine, archive Sonuma -, un militaire - Vladimir Makkaveev, aspirant officier, extrait sur Euscreen -, un berger, une étudiante vétérinaire, un kolkhozien - Tarkhil Marti, kolkhozien à Douripche, archive Sonuma -, un pope de l'Église orthodoxe - Arkadie Titchouk, archiprêtre à Vladimir -, un pilote de ligne - Alexandrov Agnaïev, pilote de ligne, archive Sonuma -) : présentation sur Euscreen
- 1969 : L'Inde, la Danse et Maurice Béjart, documentaire (Jean Antoine réal.).
- 1970 : La Pologne entre deux airs, documentaire (avec Jean Antoine réal.) : sur les juifs expulsés de Pologne, réfugiés sur un bateau dans le port de Copenhague (visible sur Euscreen).
- 1975 : Dans l’île du Mont-Désert chez Marguerite Yourcenar, documentaire (avec Jean Antoine réal.), archive Sonuma. (publ. vidéo VHS, Ateliers de Diffusion audiovisuelle, 1994; retranscription dans le Bulletin du Centre International de Documentation Marguerite Yourcenar n° 11, 1999 = Marguerite Yourcenar: entretiens avec des Belges).
- 1976-77 : USA 200 : itinéraires historiques, série de 7 documentaires (avec Jean Antoine réal.) : Premier voyage - Un retour aux sources ; Deuxième voyage - Les sentiers de la liberté ; Troisième voyage - Vers un nouveau Sud ; Quatrième voyage - En Louisiane ; Cinquième voyage - La fin de la frontière ; Sixième voyage - Le tournant du siècle ; Septième voyage - La dixième génération ou la recherche du bonheur.
- 1980 : Des moines et des hommes, série de 4 documentaires (avec Paul Roland réal.) : Saint Benoît, homme de Dieu (extrait sur Sonuma et sur Euscreen, partie 1 partie 2) ; Une règle de vie (extraits sur Euscreen, partie 1 partie 2 partie 3) ; Du côté des moniales (archive Sonuma, et extraits sur Euscreen, partie 1 partie 2 partie 3 partie 4 partie 5) ; Saint Benoît parmi nous (archive Sonuma, et extraits sur Euscreen, partie 1 partie 2 partie 3 partie 4). (publ. vidéo VHS, Citel Vidéo, 1996).
- 1981 : Double portrait chez Albert Dasnoy, documentaire (avec Jacques Cogniaux réal.).
- 1981 : Georges Le Brun ou la Volonté d'être soi, documentaire (avec Jacques Cogniaux réal.).
- 1982 : La Note de service, faux reportage (avec Jacques Cogniaux réal.) sur le musicien Justin Capable (joué par l'auteur) : extrait sur Euscreen.

Intervenant dans :
- 1973 : Les Reporters (n° 4) Philippe Dasnoy, interview (réal. Jean-Marie Delmée) - extraits sur Euscreen, partie 1 partie 2
- 2000 : Ce tant bizarre Monsieur Rops, documentaire (réal. Thierry Zéno), où il joue le rôle du peintre Félicien Rops - fiche technique : site Cinergie
- Date d'intervention à préciser : "Archives" d'Élodie de Sélys.
- 2009 (8 janvier) : Cinquante degrés nord d'Éric Russon (interviewé avec Olivier Strebelle à propos du livre consacré à celui-ci).
- 2011 : Mémoire des anciens, interview (réal. Lionel Dutrieux) - extrait sur Sonuma

## Publications
- 1958 : Anacharsis à l'Exposition : textes d'Amédée, t. 1 (illustré par J. Plas) et t. 2 (avec photographies de Pierre Cordier), Bruxelles: Éditions Jeune Belgique (présentation des lettres imaginaires lues par l'humoriste Amédée alias Philippe de Chérisey dans le cadre de l'émission radio "Étoile 58").
- 1965 : (texte pour le) Souvenir program (du spectacle) The Birds (Les Oiseaux, de Maurice Béjart), Bruxelles: Théâtre royal de la Monnaie.
- 1972-73 : avec Jean-Léon Charles, Les Dossiers secrets de la police allemande en Belgique: la Geheime Feldpolizei en Belgique et dans le Nord de la France, t. 1: 1940-1942, t. 2: 1942-1944, Bruxelles: Éditions Arts et voyages.
- 1973 : "Préface" à Frédéric Vandewalle et Jacques Brassinne, Les Rapports secrets de la Sûreté congolaise: 1959-1960, Bruxelles: Éditions Arts et voyages.
- 1974 : avec Jean-Léon Charles, Les Secrétaires généraux face à l'occupant: Procès-verbaux des réunions du Comité des Secrétaires généraux (1940-1944), Bruxelles: Éditions Arts et voyages.
- 1977 : Vingt millions d'immigrants : New-York 1880-1914 en photos, Paris - Bruxelles: Elsevier-Sequoia.
- 1978 : Introduction à André Vanrie, Bruxelles en gravures, Bruxelles: Éditions Erasme.
- 1981 : Contribution dans Hommage à Albert Dasnoy : Musées Royaux des Beaux-Arts: 13.11.1981-3.1.1982 (Catalogue d'exposition), Bruxelles: Musées Royaux des Beaux-Arts.
- 1990 : Charles Leplae, Knokke-le-Zoute: Willy D'Huysser Gallery.
- 2000 : Introduction à la réédition d'Albert Dasnoy, Les dieux et les hommes, Bruxelles: Le Cri.
- 2001 : Versailles disparu : une vision argumentée, gouaches et dessins de Thierry Bosquet, Lausanne: Acatos.
- 2001 : Strebelle à Paris : Histoires de sculptures, Lier: Antilope Art Books.
- 2006 : Contribution dans Philippe Beaussant et al., Le temps de l'arbre, illustré par Gabriel Belgeonne et al., Paris: L'abri aux ifs.
- 2007 : Avant-propos à Pierre Cordier, Le chimigramme (the chemigram), Bruxelles: Éditions Racine.
- 2008 : Olivier Strebelle : Histoires de sculptures, avec la collaboration de Pierre Moreau, photographe, Bruxelles: Fonds Mercator.

Divers :
- Scénario de ballet Les Oiseaux de Maurice Béjart (1965), sur une musique de Manos Hadjidakis, Théâtre royal de la Monnaie. Cf. Vinyl double LP 33t Odeon-EMI - 33GCX 109-110.
- Livret d'opéra Gulliver, ou, le Doyen fou de Guy Barbier (1966), Théâtre royal de la Monnaie et Cirque Royal (1967).
- Adaptation de (politique-)fiction pour la radio : "La Grande Peur de 1989" de Max Gallo (1966), RTB; extrait sonore sur Sonuma.
- Adaptation de drame pour la télévision : Agamemnon d'Eschyle (1967), RTB (BRT).